# 穆东上沙佩勒
穆东上沙佩勒（法語：Chapelle-sur-Moudon）是瑞士联邦西部法语区的沃州下设的一个镇。在行政上属于沃州格罗区管辖。穆东上沙佩勒的总面积为4.63平方公里。截至2010年底，总人口为386。

## 历史
2013年1月1日穆东上沙佩勒将与沙内阿、科勒翁、德讷济、马尔特朗日、穆东上内吕、佩尔-波桑、圣西耶尔日及捷朗合并，组成新的蒙塔奈尔镇（Montanaire）